# Península de Varanger

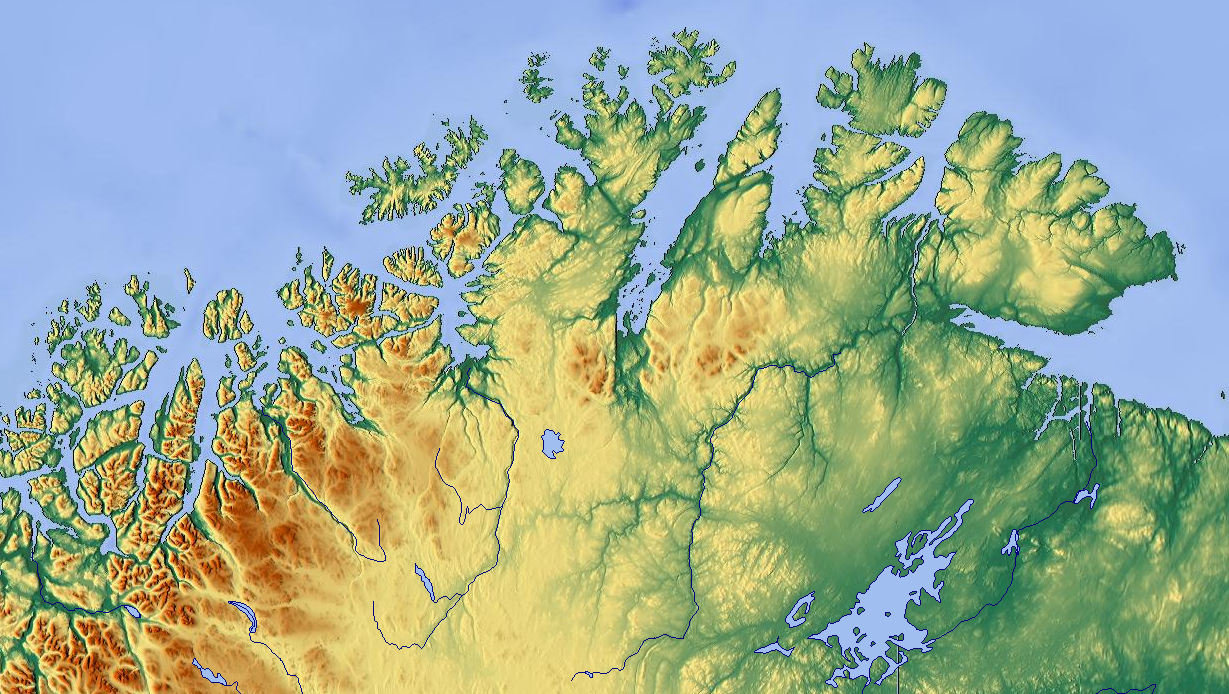
Mapa topográfico do nordeste da Noruega. A península de Varanger é visível no canto nordeste

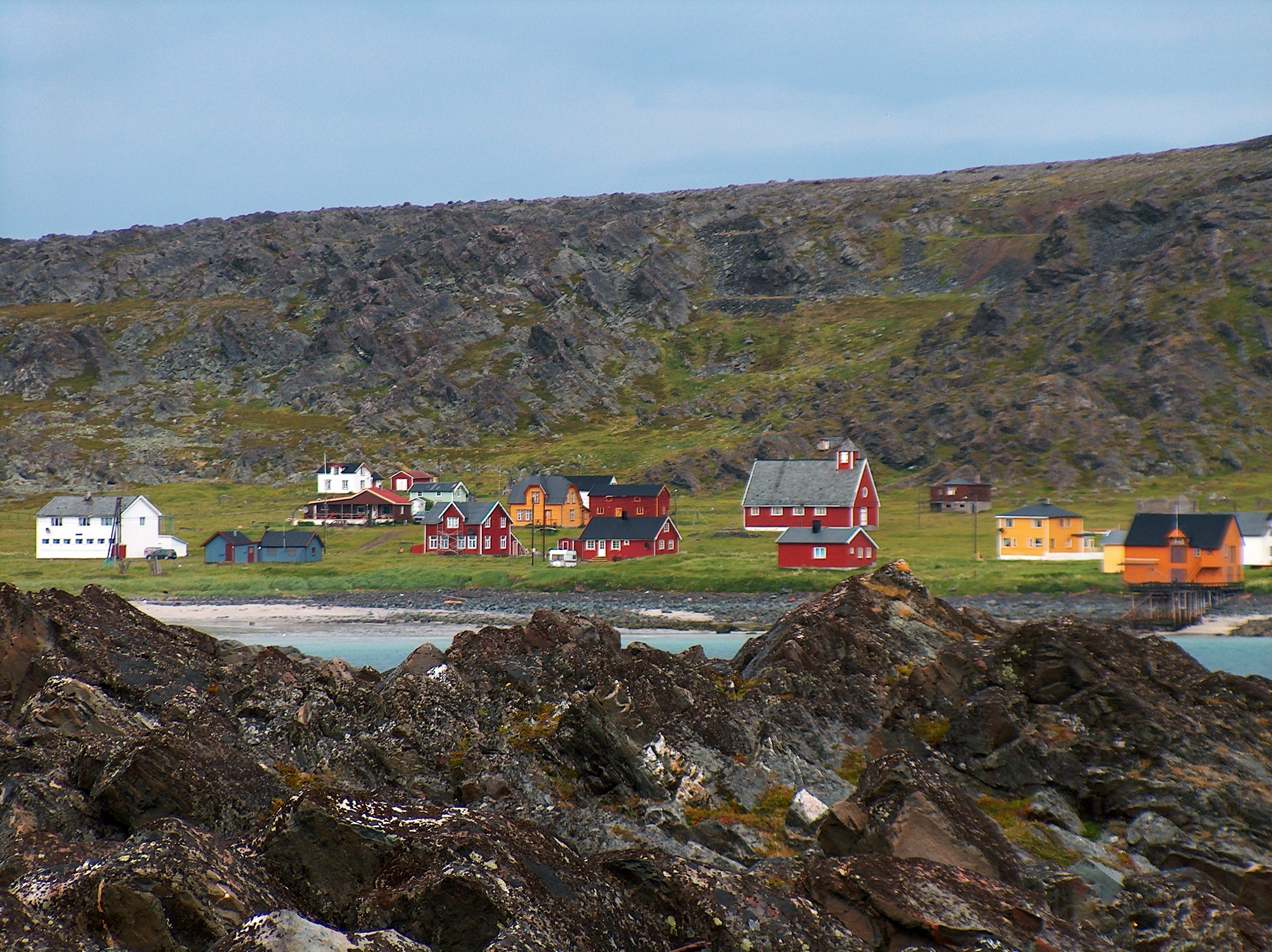
Hamningberg em Båtsfjord é uma aldeia de pescadores abandonada na costa setentrional da península.

A península de Varanger (em norueguês:  Varangerhalvøya) é uma península da Noruega, o extremo nordeste da Noruega continental, estando rodeada pelas águas do mar de Barents. Pertence à província de Finnmark. 
A península de Varanger tem os seguintes limites:
- a oeste, o fiorde de Tanafjord;
- a sul, o fiorde de Varangerfjord e a parte continental;
- a norte e a leste, o mar de Barents.

Os municípios da península, todos pertencentes à província de Finnmark, são Vadsø, Båtsfjord, Berlevåg, Vardø e Unjárga-Nesseby. 
A zona deu nome a um episódio da glaciação varanguiana. Uma grande parte desta península, incluindo a cidade de Vardø, situada numa ilha mesmo a leste do continente, tem um clima de tundra (ártico). A costa sul, incluindo a cidade de Vadsø, tem suficiente calor no verão para que lá cresçam bétulas.
Há muitas espécies de aves marinhas ao longo da costa da península; algumas espécies árticas passam os invernos aí. O Parque Nacional Varangerhalvøya, declarado em 2006, protege uma grande parte da península (1804 km²).

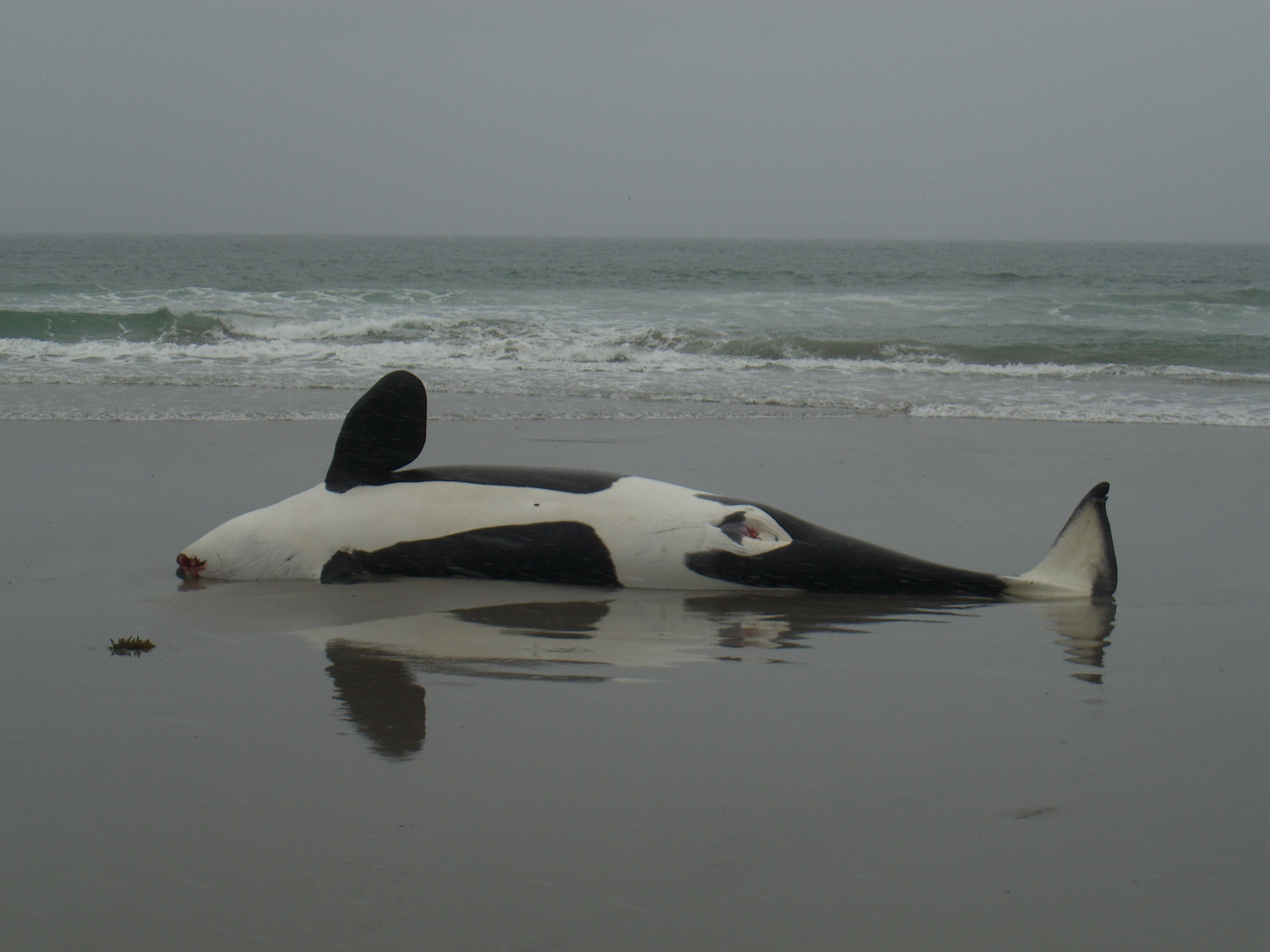
Orca encalhada numa praia da península de Varanger.